# Tri Nations 2009
Tri Nations 2009 war die 14. Ausgabe des jährlich stattfindenden Rugby-Union-Turniers Tri Nations. Zwischen dem 18. Juli und dem 19. September 2009 fanden neun Spiele statt. Südafrika gewann das Turnier zum dritten Mal nach 1998 und 2004. Außerdem gewann das Team den Freedom Cup und die Mandela Challenge Plate, während sich Neuseeland den Bledisloe Cup sicherte.

## Tabelle
|    | Land       | Spiele | Siege | Unent. | Ndlg. | Spiel- punkte | Diff. | Bonus- punkte | Tabellen- punkte |
| -- | ---------- | ------ | ----- | ------ | ----- | ------------- | ----- | ------------- | ---------------- |
| 1. | Südafrika  | 6      | 5     | 0      | 1     | 158:130       | + 28  | 1             | 21               |
| 2. | Neuseeland | 6      | 3     | 0      | 3     | 141:131       | + 10  | 1             | 13               |
| 3. | Australien | 6      | 1     | 0      | 5     | 103:141       | - 38  | 3             | 7                |

## Ergebnisse
| 18. Juli 2009 19:35 NZST | Neuseeland                                                                                          | 22 : 16         | Australien                                                                               | Eden Park, Auckland Zuschauer: 32.000 Schiedsrichter: Craig Joubert (Südafrika) |
| 18. Juli 2009 19:35 NZST | Versuche: McCaw 25. erh. Erhöhungen: Donald (1/1) Straftritte: Donald (5/7) 14., 41., 44., 60., 73. | (10:13) Bericht | Versuche: Barnes 3. erh. Erhöhungen: Giteau (1/1) Straftritte: Giteau (3/5) 9., 19., 45. | Eden Park, Auckland Zuschauer: 32.000 Schiedsrichter: Craig Joubert (Südafrika) |

| 25. Juli 2009 17:00 SAST | Südafrika | 28 : 19        | Neuseeland                                                                                    | Free State Stadium, Bloemfontein Zuschauer: 37.081 Schiedsrichter: Alain Rolland (Irland) |
| 25. Juli 2009 17:00 SAST | Versuche: Pienaar 24. n.erh. Fourie 72. n.erh. Straftritte: F. Steyn (2/2) 14., 41. Pienaar (1/4) 16. Steyn (3/3) 42., 56., 77. | (14:3) Bericht | Versuche: Smith 47. erh. Erhöhungen: Donald (1/1) Straftritte: Donald (4/5) 3., 51., 63., 73. | Free State Stadium, Bloemfontein Zuschauer: 37.081 Schiedsrichter: Alain Rolland (Irland) |

| 1. August 2009 17:00 SAST | Südafrika | 31 : 19         | Neuseeland                                                                                                  | Kings Park Stadium, Durban Zuschauer: 43.149 Schiedsrichter: Nigel Owens (Wales) |
| 1. August 2009 17:00 SAST | Versuche: M. Steyn 38. erh. Erhöhungen: M. Steyn (1/1) Straftritte: M. Steyn (8/9) 5., 15., 18., 32., 40.+, 56., 64., 74. | (22:13) Bericht | Versuche: Ross 12. erh. Erhöhungen: Donald (1/1) Straftritte: Donald (3/3) 7., 29., 51. McAlister (1/1) 61. | Kings Park Stadium, Durban Zuschauer: 43.149 Schiedsrichter: Nigel Owens (Wales) |

| 8. August 2009 17:00 SAST | Südafrika | 29 : 17         | Australien                                                                                           | Newlands Stadium, Kapstadt Zuschauer: 48.397 Schiedsrichter: Alain Rolland (Irland) |
| 8. August 2009 17:00 SAST | Versuche: Matfield 27. n.erh. Straftritte: M. Steyn (7/7) 8., 11., 13., 21., 36., 54., 78. Dropgoals: M. Steyn (1/1) 24. | (23:10) Bericht | Versuche: Ashley-Cooper 2. erh. Giteau 66. erh. Erhöhungen: Giteau (2/2) Dropgoals: Barnes (1/2) 14. | Newlands Stadium, Kapstadt Zuschauer: 48.397 Schiedsrichter: Alain Rolland (Irland) |

| 22. August 2009 20:00 AEST | Australien                                             | 18 : 19        | Neuseeland                                                                                   | Telstra Stadium, Sydney Zuschauer: 80.228 Schiedsrichter: Jonathan Kaplan (Südafrika) |
| 22. August 2009 20:00 AEST | Straftritte: Giteau (6/6) 6., 10., 34., 40.+, 47., 67. | (12:3) Bericht | Versuche: Nonu 64. erh. Erhöhungen: Carter (1/1) Straftritte: Carter (4/5) 3., 44., 58., 78. | Telstra Stadium, Sydney Zuschauer: 80.228 Schiedsrichter: Jonathan Kaplan (Südafrika) |

| 29. August 2009 18:00 AWST | Australien | 25 : 32        | Südafrika | Subiaco Oval, Perth Zuschauer: 36.148 Schiedsrichter: Bryce Lawrence (Neuseeland) |
| 29. August 2009 18:00 AWST | Versuche: Giteau (2) 43. erh., 75. n.erh. Turner 80. erh. Erhöhungen: Giteau (2/3) Straftritte: Giteau (2/4) 27., 39. | (6:22) Bericht | Versuche: du Preez 5. erh. Fourie 9. n.erh. Habana (2) 32. erh., 53. erh. Erhöhungen: M. Steyn (3/4) Straftritte: M. Steyn (2/3) 16., 67. | Subiaco Oval, Perth Zuschauer: 36.148 Schiedsrichter: Bryce Lawrence (Neuseeland) |

| 5. September 2009 20:00 AEST | Australien | 21 : 6        | Südafrika                                                     | Lang Park, Brisbane Zuschauer: 47.481 Schiedsrichter: Wayne Barnes (England) |
| 5. September 2009 20:00 AEST | Versuche: Ashley-Cooper 62. erh. O’Connor 76. n.erh. Erhöhungen: Giteau (1/2) Straftritte: Giteau (2/2) 5., 26. Dropgoals: Giteau (1/1) 34. | (9:6) Bericht | Straftritte: M. Steyn (1/1) 36. Dropgoals: M. Steyn (1/2) 28. | Lang Park, Brisbane Zuschauer: 47.481 Schiedsrichter: Wayne Barnes (England) |

| 12. September 2009 19:35 NZST | Neuseeland | 29 : 32         | Südafrika | Waikato Stadium, Hamilton Zuschauer: 31.557 Schiedsrichter: Nigel Owens (Wales) |
| 12. September 2009 19:35 NZST | Versuche: Sivivatu 55. erh. McCaw 78. erh. Erhöhungen: Carter (2/2) Straftritte: Carter (5/5) 1., 14., 22., 34., 64. | (12:22) Bericht | Versuche: du Preez 19. erh. de Villiers 51. erh. Erhöhungen: M. Steyn (2/2) Straftritte: F. Steyn (3/3) 6., 9., 26. M. Steyn (2/2) 33., 71. Dropgoals: M. Steyn (1/1) 17. | Waikato Stadium, Hamilton Zuschauer: 31.557 Schiedsrichter: Nigel Owens (Wales) |

| 19. September 2009 19:35 NZST | Neuseeland | 33 : 6         | Australien                                               | Westpac Stadium, Wellington Zuschauer: 34.186 Schiedsrichter: Craig Joubert (Südafrika) |
| 19. September 2009 19:35 NZST | Versuche: Jane 31. erh. Nonu 75. erh. Rokocoko 80. erh. Erhöhungen: Carter (3/3) Straftritte: Carter (4/5) 14., 16., 21., 46. | (16:6) Bericht | Straftritte: Giteau (1/2) 7. Dropgoals: Barnes (1/1) 28. | Westpac Stadium, Wellington Zuschauer: 34.186 Schiedsrichter: Craig Joubert (Südafrika) |

## Statistik

### Meiste erzielte Versuche
|    | Name               | Versuche | Spiele | Land       |
| -- | ------------------ | -------- | ------ | ---------- |
| 1. | Matt Giteau        | 3        | 6      | Australien |
| 2. | Adam Ashley-Cooper | 2        | 6      | Australien |
| 2. | Bryan Habana       | 2        | 6      | Südafrika  |
| 2. | Jaque Fourie       | 2        | 6      | Südafrika  |
| 2. | Richie McCaw       | 2        | 6      | Neuseeland |
| 2. | Ma’a Nonu          | 2        | 6      | Neuseeland |
| 2. | Fourie du Preez    | 2        | 6      | Südafrika  |

### Meiste erzielte Punkte
|    | Name          | Punkte | Spiele | Land       |
| -- | ------------- | ------ | ------ | ---------- |
| 1. | Morné Steyn   | 95     | 6      | Südafrika  |
| 2. | Matt Giteau   | 72     | 6      | Australien |
| 3. | Daniel Carter | 51     | 3      | Neuseeland |